# Valea Okanagan

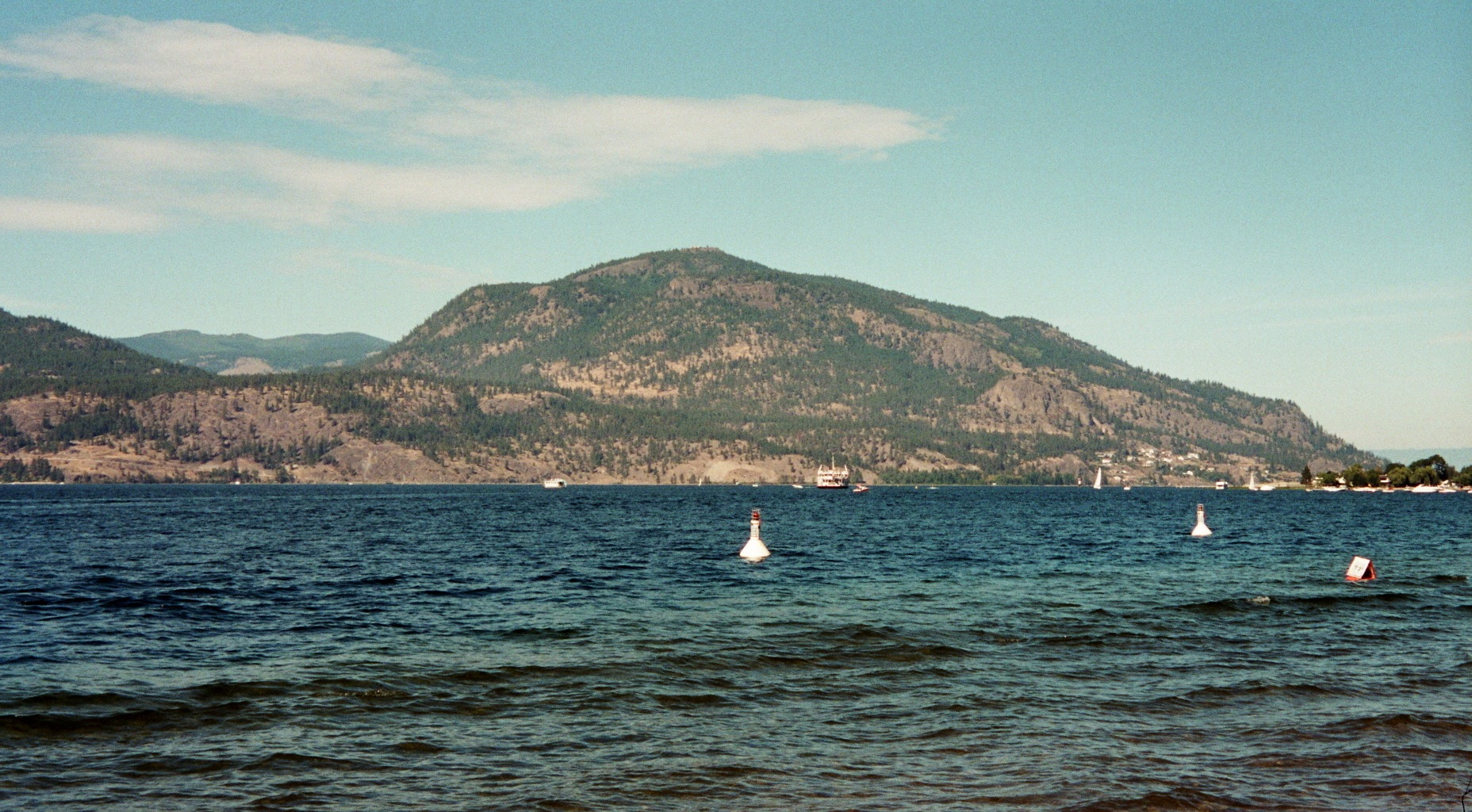
Valea Okanagan

Okanagan Valley este o regiune în sudul provinciei Columbia Britanică,  din Canada. Ea mai este denumită "Okanagan" sau "Okanagan Country", orașul principal este Kelowna.

## Date geografice
Okanagan Valley, se întinde între Osoyoos și Enderby, pe o distanță 175 km.
Regiunea este subîmpărțită în districtele:
- Districtul regional al Okanaganului de nord (7.512,58 km ²) cu centrul în Coldstream.
- Districtul regional al Okanaganului central (2.904,00 km²) cu centrul în Kelowna.
- Districtul regional al Okanagan-Similkameen (10.413, 44 km²) cu centrul în Penticton.

Regiunea are o suprafață de 20.829 km², cu o populație de 298.000 loc. 
Valea Okanagan, este partea canadiană din valea râului Okangan, care izvorăște din lacul Okangan și care se varsă pe teritoriul statului Washington în Columbia River. Valea are lățimea de 4 – 19 km. fiind mărginită la nord și sud de munții Monashee Mountains și platoul Thompson .

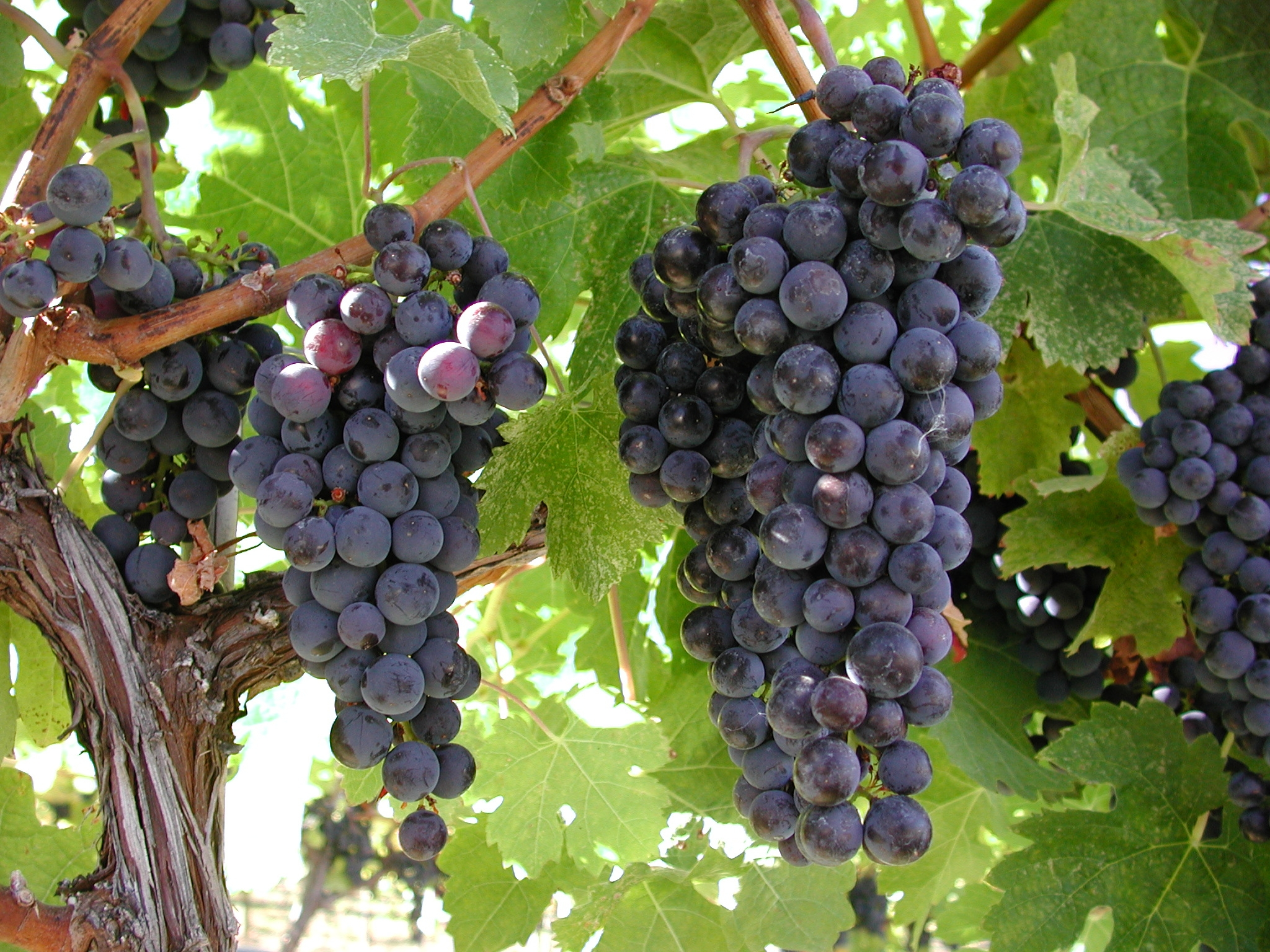
Valea Okanagan

Pe teritoriul regiunii se află o serie de lacuri ca: Okanagan, Swan, Goose, Kalamalka,  Wood, Ellison, Skaha, Vaseux, Tuc-El-Nuit, Osoyoos.
Clima este deosebit de caldă și uscată. Vara temperaturile urcă frecvent peste 30 °C. Iernile sunt relativ blânde, lacurile Okanagan Lake și Skaha Lake nu îngheață complet. Numărul zilelor cu temperaturi peste punctul de îngheț, atinge anual 150 de zile. Clima devine tot mai aridă pe măsură ce coborâm spre sud, la Osoyoos, cantitatea medie anuală a precipitațiilor nu depășește 400 mm. Valea este poreclită Cantonul Ticino al Canadei. În nord se găsesc păduri rare de conifere, care se continuă spre sud cu o regiune de deșert unde predomină cactușii și tufișurile de Artemisia tridentata. Cu toate că regiunea are o populație relativ deasă, se pot întâlni aici, frecvent carnivore ca ursul negru american (Ursus americanus) sau râsul canadian (Lynx canadensis). În regiune se practică pomicultura și creșterea viței de vie.

## Localități

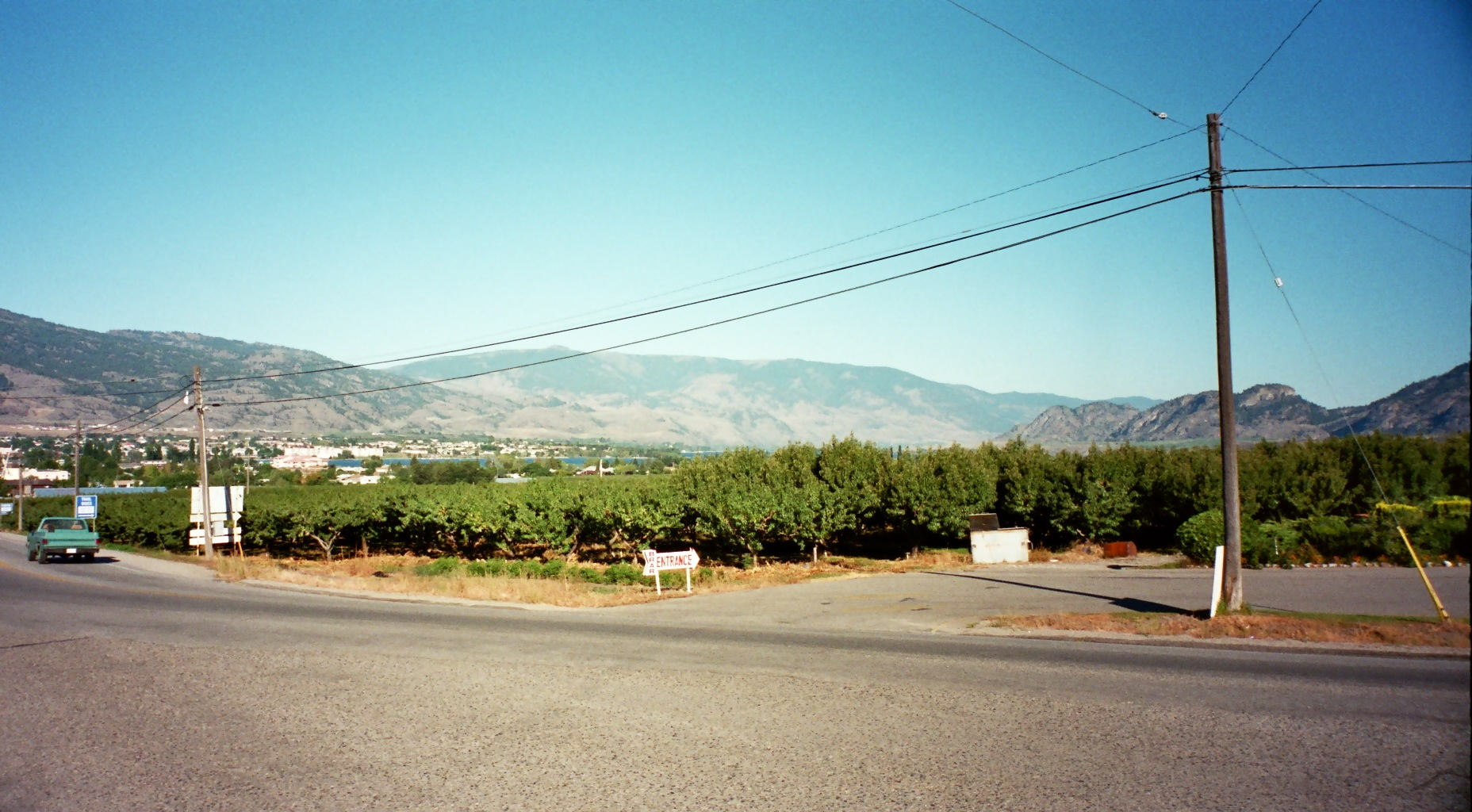
Osoyoos

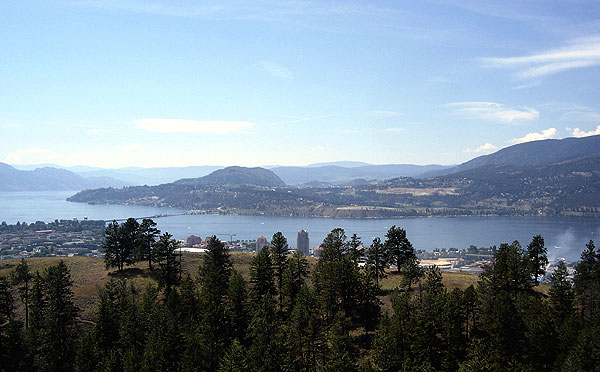
Valea Okanagan

- Enderby
- Armstrong
- Spallumcheen
- Vernon
- Lumby
- Coldstream
- Lavington
- Lake Country
- Kelowna
- Westside
- Peachland
- Summerland
- Naramata
- Penticton
- Kaleden
- Okanagan Falls
- Olalla
- Oliver
- Osoyoos